# ロブ・ギア
ロバート・ジェームズ・ダゾ・"ロブ"・ギア（英語: Robert James Dazo "Rob" Gier、1981年1月6日 - ）は、イングランドとフィリピンの元サッカー選手。元フィリピン代表主将。ポジションはDF。

## クラブ歴
バークシャーのアスコットで幼少期を過ごす。父親は仕事から戻るとよく彼をサッカーの練習に連れて行っていた。母親はフィリピンのレイテ州タクロバン出身のワライ族である。
地元のアスコット・ユナイテッドFCの下部組織に入団し、その後ウィンブルドンFCに移籍し、プレミアリーグから降格した1999-00シーズンにここで選手となった。初出場となったのは翌2000-01シーズン、2000年10月28日のシェフィールド・ユナイテッドFC戦で、このホームゲームはスコアレスドローに終わった。
2004年にラシュデン&ダイアモンズFCに移籍し、2005-06シーズン末にイングランド4部のフットボールリーグ2からフットボールカンファレンスへの降格が決定するとクラブを去った。その後フットボールカンファレンスに所属するケンブリッジ・ユナイテッドFCに移籍し、2006-07シーズン中にウォキングFCに移籍した。
2007-08シーズンはオールダーショット・タウンFCで開幕を迎えた。彼は38試合出場、その全てでスターティングメンバーとして名を連ね、クラブもまたフットボールカンファレンス優勝を成し遂げたにも関わらず、彼はシーズン終了と共に放出された。
2008年5月22日にグレイズ・アスレティックFCが彼と1年契約を締結した事を発表したが、2009年1月には冬の移籍市場にその名を連ねた、この理由としては財政的な問題と監督のウェイン・バーネットの戦略による物であるとされている。
その後浪人の末、2009年11月にイングランド9部であるヘレニック・フットボールリーグ1部に所属するアスコット・ユナイテッドFCに加入した。
2012年1月にはフィリピン1部であるユナイテッド・フットボールリーグに所属するグローバルFCに加入した。
2016年2月17日には、選手引退を発表、35歳の事であった。

## 代表歴
2009年3月に翌月行われるAFCアジアカップ2010予選に挑むフィリピン代表として招集された。4月14日に行われたこの予選のブータン代表戦で初出場、トルクメニスタン代表、モルディブ代表戦にも出場した。
2012年9月10日には2-1で敗北したラオス代表戦で代表初得点をあげたが、この試合は国際サッカー連盟公認試合ではなかったため、非公式記録となっている。この試合が公認でない理由は審判が国際的な基準を満たしていなかった事となっている。なお、国際サッカー連盟公認の初得点はフィリピンピースカップ2014の台湾代表戦での得点であった。
その後、2015年6月11日に行われた2018 FIFAワールドカップ・アジア2次予選のバーレーン代表戦が代表最後の出場となった。

## 引退後
引退に先立つ2014年には、イングランドのユース年代のサッカープログラムであるZenith Soccer Toursを設立した。この着想は彼自身によるもので、フィリピンのアンダー代表が2013年に英国で3週間のトレーニングキャンプを行った所から思いついた物である。
そして引退後はこのZenith Soccer Toursで勤務をしている。

## 個人
彼は結婚しており、2人の子供がいる。なお彼の家族はイングランド在住である。

## 個人成績
代表での得点一覧
| #  | 日附           | 場所                                     | 対戦相手             | 得点 | 結果 | 大会                       |
| -- | -------------- | ---------------------------------------- | -------------------- | ---- | ---- | -------------------------- |
| 1. | 2014年9月3日   | マニラ・リサール・メモリアル・スタジアム | チャイニーズタイペイ | 1–0  | 5–1  | フィリピンピースカップ2014 |
| 2. | 2014年11月25日 | ハノイ・ミーディン国立競技場             | インドネシア         | 4–0  | 4–0  | 2014 AFFスズキカップ       |

## タイトル

### クラブ
オールダーショット・タウンFC
- フットボールカンファレンス: 2007–08
- カンファレンスリーグカップ: 2007–08

### 代表
フィリピン
- AFCチャレンジカップ:

3位: 2012
- フィリピンピースカップ: 2013